# Pupplinger Au
Das gemeindefreie Gebiet der Pupplinger Au ist ein Auwald östlich von Wolfratshausen (Oberbayern). Es liegt links und rechts der Isar zwischen Ascholding und etwa 500 m südlich der Loisachmündung. Das Gebiet ist etwa 6 Kilometer lang und bis zu einem Kilometer breit; die Fläche beträgt etwa 3,72 km².  Namensgebend war das Dorf Puppling in der früheren Gemeinde Ergertshausen, die heute zur Gemeinde Egling gehört. Das Gebiet der Pupplinger Au ist als Landschafts- und Naturschutzgebiet ausgewiesen, es ist Teil des Naturschutzgebietes Isarauen zwischen Schäftlarn und Bad Tölz. Der Auwaldbestand ist ein Naturwaldreservat. Er setzt sich in erster Linie aus Kiefern, Grau-Erlen, Fichten und Weiden zusammen und umfasst ein Gebiet von 55 ha.
| Regionalschlüssel:   | 09 1 73 9451 451                 |
| Gemarkung:           | Ergertshausen (Gemarkungsteil 1) |
| Gemarkungsschlüssel: | 9312-1                           |

## Flora
Durch Erosion und Sedimentation schafft die Isar immer wieder neue Flussaufschüttungen. Diese noch offenen Schotterflächen werden zuerst von Pionierpflanzen besiedelt, welche mit den schwierigen Bedingungen dort gut zurechtkommen; dazu gehören das Alpen-Leinkraut und die Zwerg-Glockenblume. Auf kiesigen Flächen siedeln sich anschließend die Deutsche Tamariske und auf sandigem Untergrund das Lavendel-Weidengebüsch an. Bleibt der Bereich stabil, kann sich so nach und nach ein Schneeheide-Kiefernwald entwickeln mit Wacholder, Silberwurz, Graslilien und Orchideen wie die Sumpf- und Braunrote Stendelwurz, deren Hybride den botanischen Namen Epipactis × pupplingensis trägt.

## Nutzung als Naherholungsgebiet

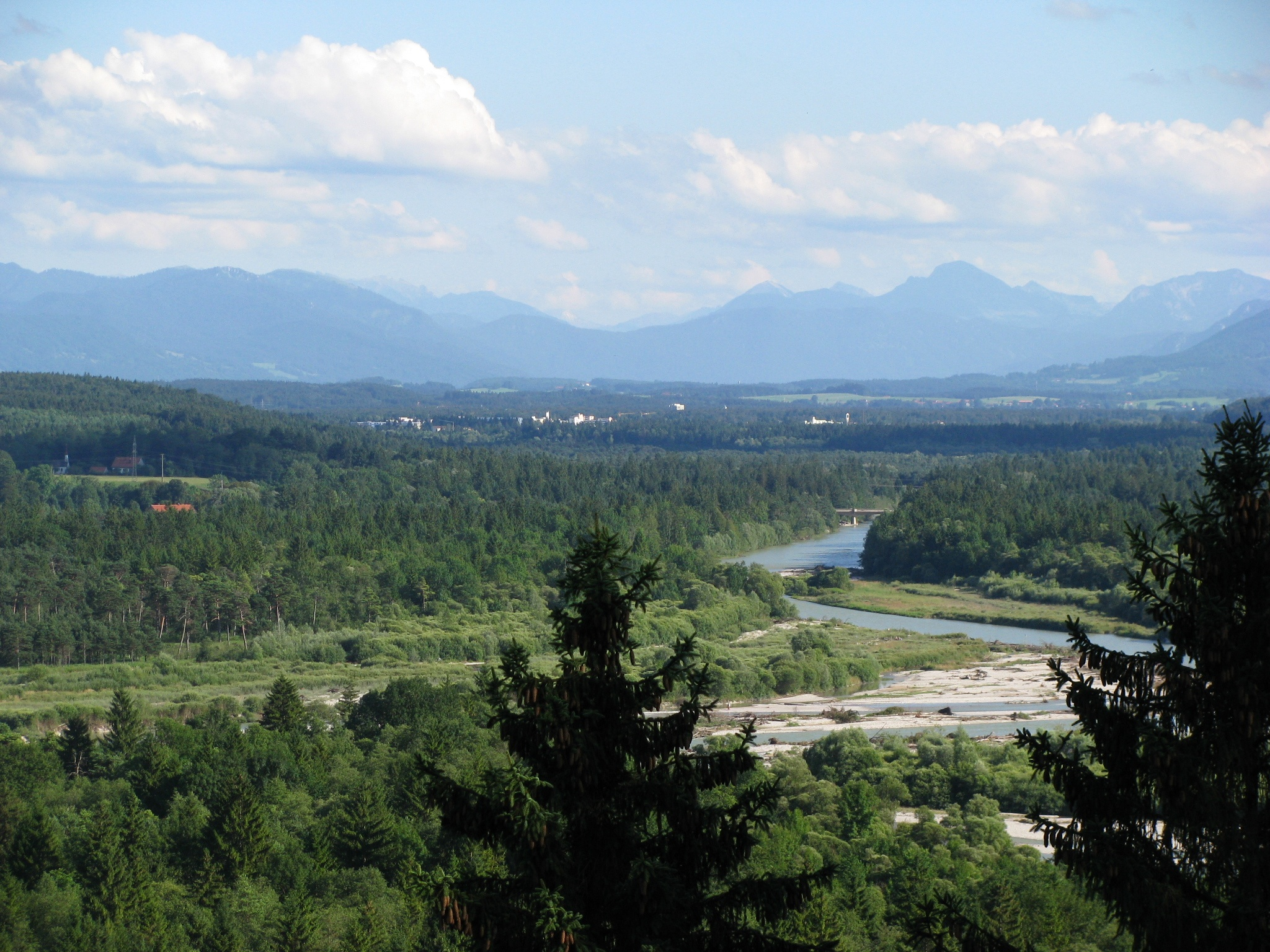
Pupplinger Au, Isartal und Bayerische Voralpen

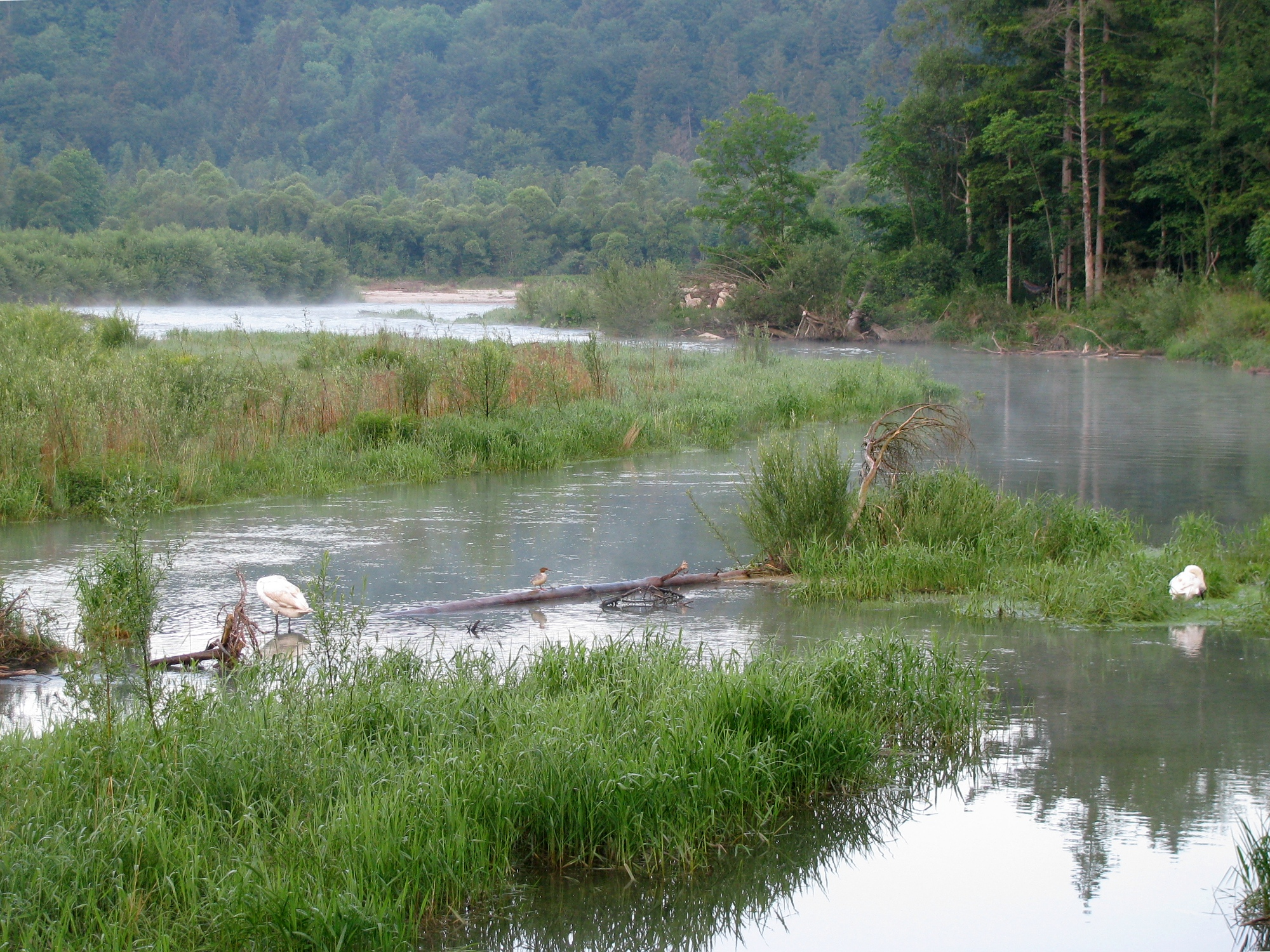
Die Isar im Bereich der Pupplinger Au

Die Pupplinger Au ist nicht nur für die Bewohner von Wolfratshausen und den umliegenden Gemeinden, sondern auch für die Münchner ein beliebtes Naherholungsgebiet. Ein asphaltierter Weg ermöglicht es Radfahrern und Inlineskatern über 7 km durch eine vor allem durch Wald geprägte Landschaft zu fahren. Am nördlichen und südlichen Ende der Au bieten zwei Wirtshäuser mit Biergarten besonders im Sommer Gelegenheit zur Rast. Die Badegelegenheiten an der Isar sind zwar nicht offiziell als FKK-Gelände ausgewiesen, werden aber gerne als solches genutzt.
So genannte Ranger achten darauf, dass das Gleichgewicht zwischen den Bedürfnissen eines Naherholungsgebietes und eines Naturschutzgebietes eingehalten wird. Dazu gehört unter anderem die Einhaltung eines absoluten Feuer- und Rauchverbots während der Sommermonate. Die als Vogelschutzbereich gekennzeichneten Kiesinseln dienen seltenen Vögeln wie der Fluss-Seeschwalbe als Brutgelegenheit und genießen in den Frühjahrs- und Sommermonaten besonderen Schutz.